# Aleksandre Anpilogowi
Aleksandre Anpilogowi (georgisch ალექსანდრე ანპილოგოვი, russisch Александр Семёнович Анпилогов; * 18. Januar 1954 in Tiflis, Georgische SSR, Sowjetunion) ist ein ehemaliger sowjetisch-georgischer Handballspieler.
Mit der sowjetischen Nationalmannschaft gewann der Rückraumspieler bei den Olympischen Spielen 1976 in Montreal die Goldmedaille und wurde bei der Weltmeisterschaft 1982 Weltmeister. Bei den Olympischen Spielen 1980 in Moskau und der Weltmeisterschaft 1978 gewann er jeweils die Silbermedaille. Der 217-malige Nationalspieler wurde zu Georgiens Handballer des Jahrhunderts gewählt.
In seiner Heimat war der Rückraumspieler für Burevestnik Tiflis aktiv und konnte 1978 den sowjetischen Pokal gewinnen. Ab 1987 bis 1992 spielte Anpilogowi für den deutschen Verein TSV 09 Landshut, bei dem er später auch mehrfach als Trainer agierte. In der Saison 1999/2000 wurde er Co-Trainer von Stephan Schöne beim Bundesligisten HC Wuppertal. Anschließend für ein Jahr Trainer der griechischen Frauen-Handballnationalmannschaft.
Nach seiner sportlichen Karriere arbeitete Anpilogowi im Ministerium für Innere Angelegenheiten und Anti-Korruption. Später wurde er Vizepräsident des georgischen Handballverbandes.
Anpilogowi lebt weiterhin in Deutschland. Sein Sohn spielt ebenfalls Handball.